# Pikker (1939)
Pikker byl dělový člun estonského námořnictva. Zároveň měl sloužit jako estonská prezidentská jachta. Dokončen byl roku 1940. Po sovětské okupaci Estonska jej 13. srpna 1940 do služby zařadilo Sovětské námořnictvo. V roce 1941 bylo plavidlo přejmenováno na Kiev, roku 1942 Luga a později Ilmen. Od roku 1948 plavidlo sloužilo v Černém moři jako Rioni. Od roku 1961 člun sloužil jako výzkumná loď Moskovskij Universitet. Vyřazen 1978.

## Stavba

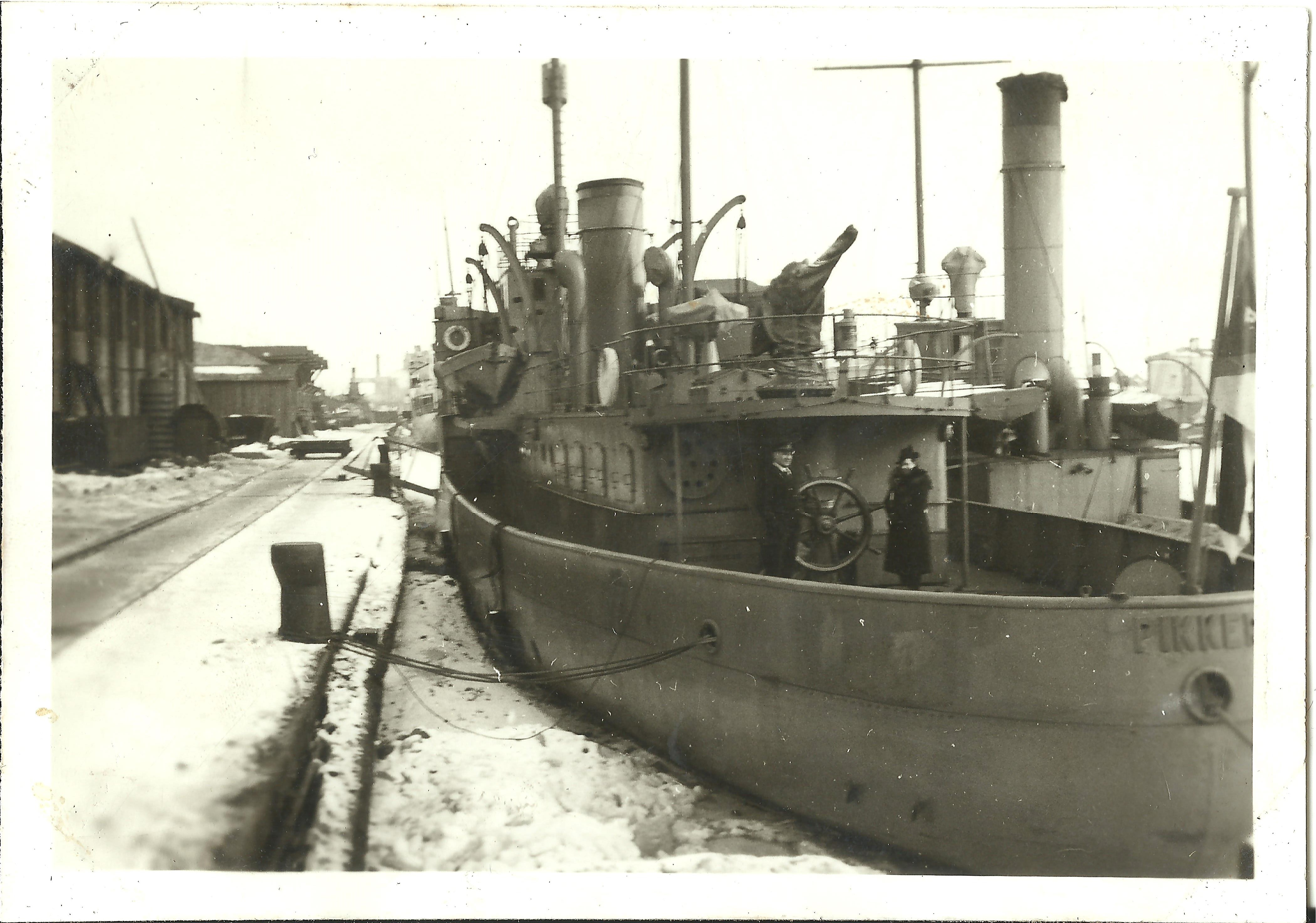
Dělový člun Pikker

Dělový člun postavila estonská závod Riigi Sadamatehased v Tallinnu. Na vodu byl spuštěn v roce 1939 a dokončen byl roku 1940.

## Konstrukce

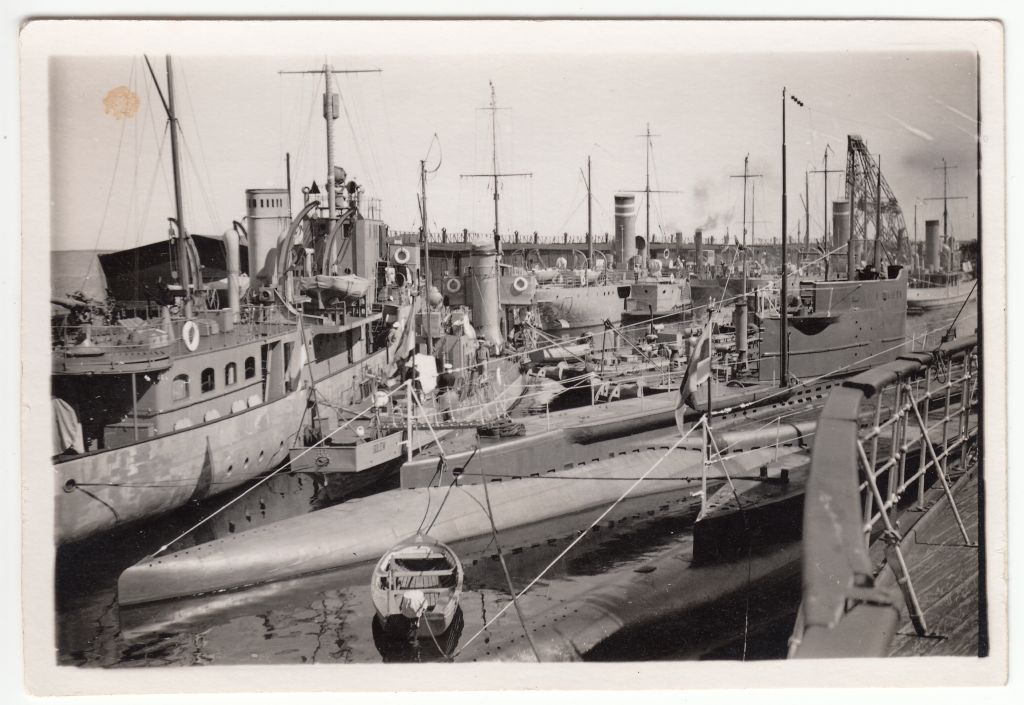
Skupina válečných lodí a ponorek estonského námořnictva v Tallinu. Pikker je zcela vlevo.

Plavidlo bylo vyzbrojeno dvěma 75mm kanóny Canet a dvěma 7,6mm kulomety Lewis. Pohonný systém tvořily dva diesely DWK o výkonu 1900 hp. Nejvyšší rychlost dosahovala osmnáct uzlů.